# Río Híjar
Río Híjar är ett vattendrag i Spanien.   Det ligger i provinsen Provincia de Cantabria och regionen Kantabrien, i den norra delen av landet, 290 km norr om huvudstaden Madrid.